# Friedrich Arnd

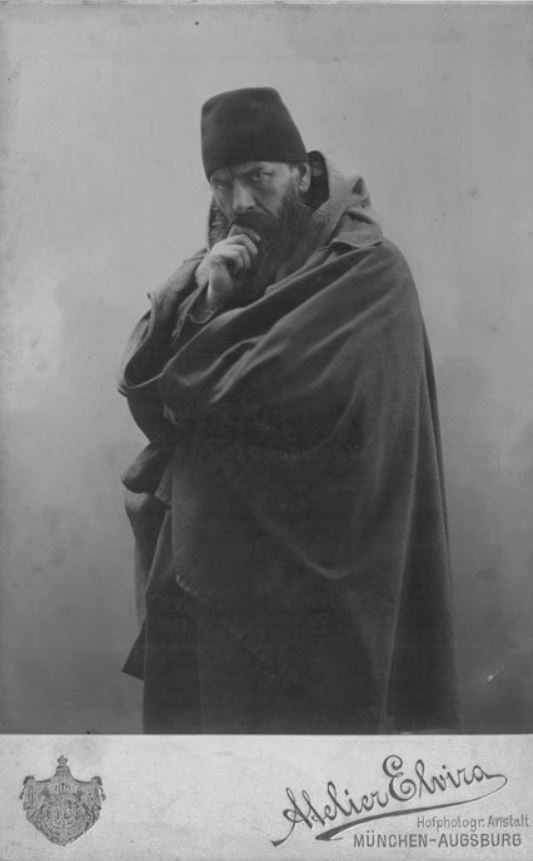
Omar al Raschid Bey, um 1895

Friedrich Helwig Arnd, ab 1886 Omar al Raschid Bey (* 3. Juli 1839 in Sankt Petersburg; † 26. Januar 1911 in München), war ein deutscher Architekt, Privatgelehrter und Autor (Pseudonym Arnd-Kürenberg).

## Leben und Wirken
Friedrich Arnd entstammte einer aus Hessen stammenden Goldschmiedefamilie und wurde als Staatenloser in Sankt Petersburg geboren. Seine Eltern waren Helwig Arnd und Maria Friederike Stephanitz. Arnd absolvierte in Sankt Petersburg zunächst eine Ausbildung zum Architekten, zog jedoch später nach Leipzig, um Philosophie zu studieren. Als Dr. phil. leitete er zunächst ein geographisches Institut in Berlin und wurde dann als Direktor an das Geographische Institut nach Weimar berufen (bis 1883).
Auf dem von Engländern besetzten Helgoland heiratete Arnd 1863 seine Cousine Therese Hauth, mit der er vier Kinder hatte; von diesen wurde Dorothea Arnd al Raschid später eine bekannte Porträtmalerin.
Etwa 1873 lernte er in Weimar Helene Böhlau kennen, mit der sich später eine außereheliche Beziehung entwickelte. 1882 wurde eine Scheidung oder Ehe zu dritt erwogen. 1886 reiste der evangelisch getaufte Arnd mit Helene nach Istanbul, wo er den Islam und den Namen Omar al Raschid Bey annahm. Nach islamischem Recht schied er sich von seiner Frau Therese und heiratete Helene Böhlau. Nach einem Jahr in Istanbul zog das Paar nach München, wo im März 1895 ihr Sohn Omar al Raschid Bey geboren wurde, der später den Namen „Hermann Ottokar Böhlau“ annahm.
Arnd verfasste gelegentlich unter dem Namen Arnd-Kürenberg belletristische Texte. 1874 schrieb er ein Trauerspiel Kriemhild, das er auf eigene Kosten drucken ließ und das in Weimar einmal aufgeführt wurde. In Helene Böhlaus Werken sind einige (ansonsten unveröffentlichte) Gedichte von ihm eingesetzt, z. B. in der Novelle Herzenswahn.
Zu Arnds besten Freunden zählte Gustav Meyrink. Um 1896 lernte er die 19-jährige Paula Winkler (spätere Paula Buber) kennen, die seine Sekretärin wurde, der er dann 1898 nach Zürich folgte, wo sie Germanistik studierte. Sein Freund Theodor Lessing reiste ihm jedoch nach und holte ihn nach München zurück.
Friedrich Arnd starb am 26. Januar 1911 im Alter von 71 Jahren in München. Er fand seine letzte Ruhestätte auf dem Friedhof in Widdersberg in dem an der Kirche gelegenen Familiengrab der Familie Böhlau, das erhalten ist.

## Hauptwerk
- Das hohe Ziel der Erkenntnis, Arananda-Upanishad. Hrsg. Helene Böhlau al Raschid Bey, 1912. (Online beim Projekt Gutenberg-DE)
Reprint als Books on Demand, Norderstedt 2008, ISBN 978-3-8370-4665-6.